# Sunbury (Ohio)
Pour les articles homonymes, voir Sunbury.
Sunbury est un village américain situé dans le comté de Delaware, dans l'Ohio. Selon le recensement de 2010, sa population est de 4 389 habitants.